# Вільям де Бромлі

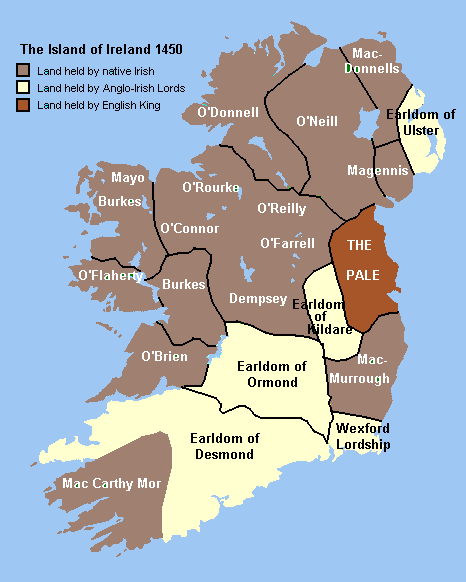
Ірландія в середні віки. Показані англійські володіння, володіння графів Ормонд та Фіцджеральд, володіння незалежних ірландських кланів та королівств.

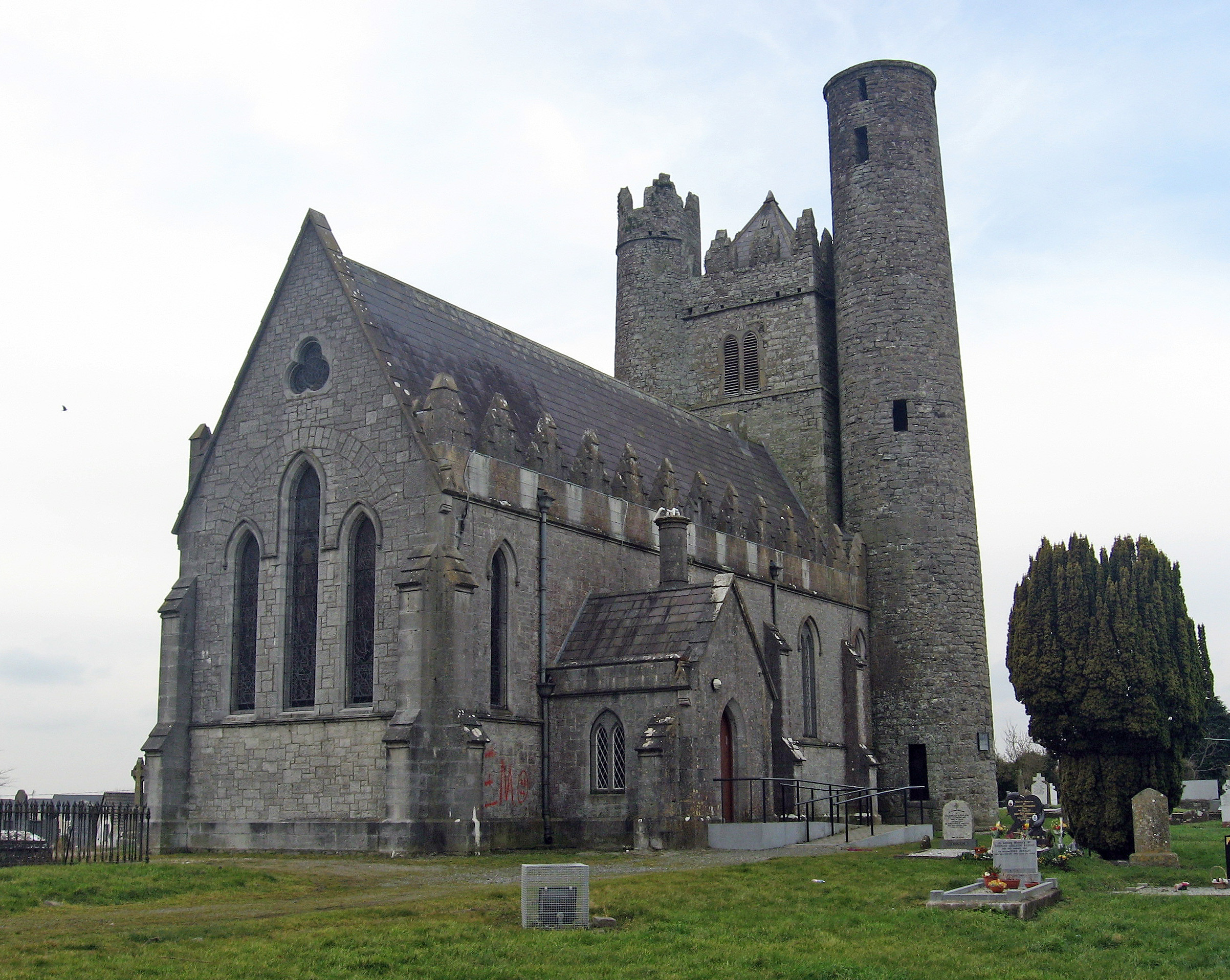
Собор в Ласк, Ірландія.

Вільям де Бромлі  (англ. - William de Bromley) (помер близько 1370 р.) – відомий ірландський суддя, священик, державний та церковний діяч, чиновник англійського походження. Ставленик короля Англії та Ірландії Едварда ІІІ. Лорд-канцлер Ірландії. Декан собору Святого Патріка в Дубліні [1]. 

## Життєпис
Вільям де Бромлі був родом із Чешира, Англія. Він виступав як повірений Єлизавети, графині Ормонд. Графи Ормонд на той час були одними з найвпливовіших і найбагатших родин в Ірландії. Вільям де Бромлі був пребендарієм Ласка, графство Дублін. Отримав посаду канцлера казначейства Ірландії і володів нею з 1344 по 1346 рік [2]. Був обраний і володів посадою лорд-канцлера Ірландії з 1346 по 1350 рік [3], був деканом собору Святого Патріка в Дубліні [4] з 1353 до 1374 року [5]. Володів посадою лорд-скарбника Ірландії з 1354 по 1356 рік [6].
Як скарбник, збираючи податки для короля в Кілкенні, він зіткнувся з могутнім і підступним єпископом Оссорі Річардом де Ледредом, який відлучив його від церкви без будь-якої очевидної причини. Король Едуард III, який, як кажуть, втратив 1000 фунтів стерлінгів у результаті втручання єпископа, наказав конфіскувати у нього єпархію як компенсацію за це. Єпископ, який був сумно відомий як мисливець на відьом, інквізитор і нищитель єретиків, був англійцем і мав небагато друзів чи союзників в Ірландії, і, усвідомивши всю серйозність своєї помилки, образивши короля, смиренно скорився і отримав прощення, хоча король ніколи його не любив і не довіряв йому [7]. Крім того Річард де Ледред (біля 1260 – 1361) мав постійні конфлікти як з мирянами, так і з іншими церковниками. Він народився біля 1260 року, тобто прожив більше 100 років і до самої своєї смерті володів церковними посадами і був дієвим і конфліктним. Посадою єпископа Оссорі він володів ще з 1317 року. Він неодноразово відправляв людей на вогнище як «відьм» та «єретиків», зокрема за його вироком була спалена Петронелла де Міт. Проте його спроби засудити за «єресь» багатьох високопосадовців були невдалими.    
У 1365 році Вільям де Бромлі поскаржився Таємній Раді Ірландії, що його арештували з приводу штрафу у розмірі 200 фунтів стерлінгів, накладений на нього незаконно, як він стверджував, юстиціарієм Ірландії сером Томасом де Рокебі. Таємна Рада Ірландії  постановила припинити арешт на час подальшого розслідування [8]. 
Можливо, Бромлі помер у 1370 році, коли його посада пребендіарія Луска була передана Роберту де Літуму.